# Chimeryczny lokator
Chimeryczny lokator (fr. Le Locataire chimérique) – debiutancka powieść Rolanda Topora wydana w Paryżu w 1964 roku. Chimeryczny lokator jest dziełem otwartym i można go również potraktować jako powieść paraboliczną. Zawiera przy tym elementy powieści grozy. Po raz pierwszy na polski przełożył ją Roman Cieślewicz w 1980 roku.

## Opis fabuły
Głównym bohaterem powieści jest nieznany z imienia Trelkovsky, Francuz o rosyjskich korzeniach. Jest on samotnym trzydziestolatkiem, mieszkającym w Paryżu. Pewnego dnia przeprowadza się do mieszkania w kamienicy, którego poprzednia lokatorka, Simone popełniła samobójstwo. Po przeprowadzce w kamienicy Trelkovsky zaczyna być świadkiem różnych, dziwnych zdarzeń. Działalność sąsiadów wymierzona jest wyraźnie przeciwko niemu.
Trelkovsky to kafkowski bohater, bezradny wobec otaczających go zdarzeń, choć próbuje się im przeciwstawiać.

## Ekranizacja
Na podstawie powieści powstał film Lokator w reżyserii Romana Polańskiego. W filmie epizodycznie występuje również sam Roland Topor.